# بهنام عفاص
بهنام عفاص ( بالإنجليزية Behnam Afas ) هو كاتب عراقي - نيوزلندي من مواليد 17 تموز/يوليو من سنة 1934 في مدينة الموصل شمال العراق وهو ينتمي إلى عائلة سريانية كاثوليكية حيث كان والده تاجرا. وكان عفاص يحتل الترتيب الثاني من بين ستة أشقاء أنهى عفاص دراسته الثانوية في مدينته الموصل وبعدها ارسله والده إلى بغداد ليكمل فيها دراسته الجامعية حيث درس في دار المعلمين العليا وحصل على ليسانس في الأدب مع مرتبة الشرف في عام 1955 . أكمل بهنام عفاص دراساته العليا في جامعة السوربون بفرنسا .